# Julian Macaraeg
Julian Kyle Silverio Macaraeg (New York, 2003. május 15. –) szülei révén Fülöp-szigeteki származású, születésétől amerikai állampolgárságú rövidpályás gyorskorcsolyázó ifjúsági olimpikon, aki felvette a Fülöp-szigeteki állampolgárságot is.

## Élete
Macaraeg, akinek a szülei az 1990-es években vándoroltak ki az Egyesült Államokba, hároméves korában ismerkedett meg a korcsolyával. Négyévesen jégkorongozott, majd 10 éves korában áttért a gyorskorcsolyára. 15 évesen, a kanadai Montréalban rendezett 2019-es junior rövidpályásgyorskorcsolya-világbajnokságon kivívva a következő évi téli ifjúsági olimpiai játékokon való indulás jogát, és így ő lett a Fülöp-szigetek első rövidpályás gyorskorcsolyázó ifjúsági olimpikonja.
2020 elején Lausanne-ban, a fiúk 500 méteres távját a 9. helyen zárta, az 1000 méteres viadalt pedig a 29. helyen fejezte be. Az ifjúsági olimpiai játékok utolsó napján rendezett vegyes váltó elődöntőjéből bejutott a B-döntőbe, de a csapatát itt kizárták, és ezzel az utolsó helyen végzett.
Az Amerikai Egyesült Államokbeli Lake Placidban megrendezett 2023. évi téli universiade férfi 500 méteres versenyszámában a 28. lett, míg 1000 méteren a 45. helyen végzett.